# Claudio Castelucho
Claudio Castelucho y Diana (Barcellona, 5 luglio 1870 – Parigi, 31 ottobre 1927) è stato un pittore spagnolo.

## Biografia
Il padre di Claudio Castelucho era Antoni Castelucho Vendrell, ed era uno scenografo. Claudio ricevette da lui le prime lezioni, e collaborò anche a diversi trattati artistici di teoria della prospettiva. Tenne le sue mostre quando era poco più che adolescente. Nel 1892, dopo alcuni brevi studi presso la Escuela de Bellas Artes de Barcelona, si trasferì a Parigi con la famiglia.
Durante i suoi primi anni lì, Castelucho lavorò come decoratore insieme al padre e al fratello minore, e iniziò a dipingere paesaggi nel suo tempo libero. Con quelle opere debuttò in Francia al Salon del 1897. Quando si accorse che i suoi dipinti più apprezzati erano quelli contestuali alla Spagna, egli decise di trattare focalizzarsi principalmente su immagini dedicate alla sua terra natia.
Castelucho fu professore all'Académie Colarossi e, nel 1905, divenne uno dei primi gruppi di professori all'Académie de la Grande Chaumière, fondata da Alice Dannenberg e Martha Stettler. Egli divenne un rinomato docente fra gli artisti stranieri che studiavano a Parigi. Fra coloro che presero parte alle sue lezioni vi furono l'australiana Kathleen O'Connor, il canadese Edwin Holgate, e la statunitense Alice Pike Barney.
Nel 1913, Castelucho tenne una grande mostra alla Galerie Moos, sede dell'arte modernista a Ginevra, dove presentò alcuni dei suoi dipinti spagnoli provenienti da una breve visita in Spagna avvenuta nel 1910. Fatta eccezione per un altro breve viaggio a casa all'inizio della prima guerra mondiale, egli trascorse il tempo della sua vita a Parigi, e continuò a partecipare regolarmente al Salon.